# المر آسودو
المر آسودو (اسپانیایی: Elmer Acevedo‎; ۲۷ ژانویهٔ ۱۹۴۹ – ۳۰ اوت ۲۰۱۷) بازیکن فوتبال اهل السالوادور بود.
از باشگاه‌هایی که در آن بازی کرده‌است می‌توان به باشگاه فوتبال فاس اشاره کرد.
وی همچنین در تیم ملی فوتبال السالوادور بازی کرده‌است.